# 門馬尚経
門馬 尚経（もんま たかつね、1851年（嘉永4年4月） - 1915年（大正4年）7月23日）は、明治から大正時代の政治家。実業家。自由民権運動家。衆議院議員。

## 経歴
陸奥国宇多郡玉野村（現相馬市）に生まれる。
1878年（明治11年）福島県第21区戸長兼学区取締在職中に公同社を創立し民権運動に関わる。翌年、県学務課に転任し、文部属普通学務局勤務を経て、1881年（明治14年）官職を辞した。
1888年（明治21年）東京専門学校卒業。在学中の1886年（明治19年）10月、福島県会議員補欠選挙に当選した。
学校卒業後直ちに両潤社員（国後硫黄礦事務長）となり、ついで佐賀県私立中学鎔造館教師兼幹事、同評議員を務めた。のち農業を営み、中央炭鉱の創立に関与し取締役を務めた。
1898年（明治31年）3月の第5回衆議院議員総選挙では福島県第1区から出馬し当選。つづく第6回総選挙でも当選し衆議院議員を2期務めた。